# Gerald Lindberg
Gerald Olaf Diethelm Lindberg, född 21 oktober 1955, är en svensk fackföreningsledare. Han var andre ordförande samt ombudsman för fackförbundet Livsmedelsarbetareförbundet (Livs) mellan 2005 och 2017. Han var också Livs avtalssekreterare när kollektivavtal skulle förhandlas fram med motparten arbetsgivar- och branschorganisationen Livsmedelsföretagen (Li).
Han var fram till 2005 fackförbundets tredje ordförande.